# Brajkovići (Kanfanar)
Brajkovići is een plaats in de gemeente Kanfanar in de Kroatische provincie Istrië. De plaats telt 84 inwoners (2001).